# Norway Glacier
Der Norway Glacier (englisch für Norwegengletscher) ist ein 16 km langer Gletscher in der antarktischen Ross Dependency. Er fließt vom zentralen Polarplateau westlich des Mount Prestrud in nordwestlicher Richtung zum Amundsen-Gletscher, den er zwischen Mount Bjaaland und Mount Hassel erreicht.
Das Advisory Committee on Antarctic Names benannte ihn 1967 in Anlehnung an die Benennung zahlreicher Objekte in diesem Gebiet, die nach den Teilnehmern der erfolgreichen Südpolexpedition (1910–1912) des norwegischen Polarforschers Roald Amundsen benannt sind.